# Formação Furnas
A Formação Furnas é uma formação geológica da Bacia do Paraná. É representada principalmente por arenitos quartzosos, brancos, de granulometria média a grossa e que exibem estratificações cruzadas de diversas naturezas e porte. Sua cor branca se deve à presença do argilomineral caulinita. Na base da formação ocorrem camadas de conglomerados. Atinge espessuras de até 250m, sendo que sua faixa de afloramentos ocorre principalmente na região da chamada "Escarpa Devoniana", Paraná, Brasil. A idade da sua porção basal é problemática, sendo sua deposição possivelmente iniciada no final do Siluriano. Já sua porção superior é seguramente Devoniana. A Formação Furnas teve sua denominação introduzida pelo geólogo Eusébio Paulo de Oliveira, em 1912, que a chamou de grés de Furnas, sendo “grés” uma antiga denominação para arenito e Furnas uma referência às furnas existentes nos arenitos desta formação, no Parque Estadual de Vila Velha.
A Formação Furnas pertence à supersequência estratigráfica de segunda ordem denominada Supersequência Paraná.  A interpretação de seu conteúdo icnofossilífero indica que sua deposição deu-se provavelmente numa plataforma marinha rasa.
Apesar de seus pacotes arenosos serem possíveis reservatórios de petróleo, até o momento foram encontrados somente poucos indícios de gás natural em poços perfurados na porção central da Bacia do Paraná.